# Grijskeeltangare
De grijskeeltangare (Chlorospingus canigularis) is een zangvogel uit de familie Emberizidae (Gorzen).

## Verspreiding en leefgebied
Deze soort telt 5 ondersoorten:
- C. c. olivaceiceps: Costa Rica en westelijk Panama.
- C. c. canigularis: van het noordelijke deel van Centraal-Colombia tot noordwestelijk Venezuela.
- C. c. conspicillatus: westelijk Colombia.
- C. c. paulus: westelijk Ecuador en noordwestelijk Peru.
- C. c. signatus: van centraal Ecuador tot het zuidelijke deel van Centraal-Peru.